# Population Council

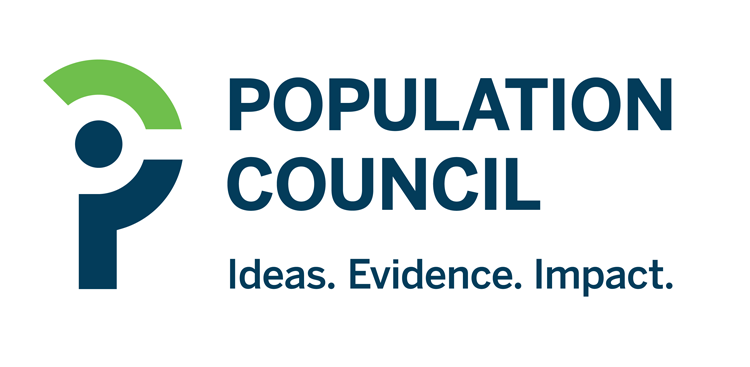
Logo

Das Population Council ist eine internationale, gemeinnützige, nichtstaatliche Organisation. Das 1952 von John D. Rockefeller III gegründete und vom Rockefeller Brothers Fund maßgeblich finanzierte Council wird von einem internationalen Kuratorium geleitet.
Das Population Council führt Forschungen in den Bereichen Biomedizin, Sozialwissenschaften und öffentliche Gesundheit durch und trägt zum Aufbau von Forschungskapazitäten in Entwicklungsländern bei.
Ein Drittel seiner Forschung bezieht sich auf HIV und AIDS, während die anderen wichtigen Programmbereiche die reproduktive Gesundheit und ihre Beziehung zu Armut, Jugend und Geschlecht betreffen. Die Organisation war im Besitz der Lizenz für das Verhütungsimplantat Norplant und ist nun im Besitz der Lizenz für das Intrauterin-System Mirena. Der Population Council gibt auch die Zeitschrift Population and Development Review heraus, die über wissenschaftliche Untersuchungen zu den Zusammenhängen zwischen Bevölkerung und sozioökonomischer Entwicklung berichtet. Darüber hinaus bietet es ein Forum für Diskussionen über damit zusammenhängende Fragen der Politik und Familienplanungsforschung, die sich auf das öffentliche Gesundheitswesen, die Sozialwissenschaft und die biomedizinische Forschung im Bereich der sexuellen und reproduktiven Gesundheit, der Fruchtbarkeit und der Familienplanung konzentrieren.

## Organisation

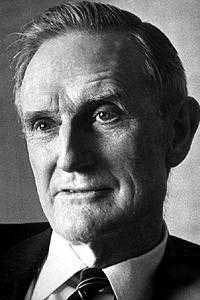
John D. Rockefeller III, Gründer des Population Councils

Der Population Council hat seinen Hauptsitz in New York City und verfügt über 18 Büros in Afrika, Asien und Lateinamerika und ist in mehr als 60 Ländern tätig. Mit einem Jahresbudget von rund 74 Millionen Dollar beschäftigt er mehr als 500 Mitarbeiter aus 33 Ländern, die über Fachwissen in einer Vielzahl von wissenschaftlichen Disziplinen verfügen. Etwa 55 Prozent der Mitarbeiter sind außerhalb der Vereinigten Staaten tätig.
John D. Rockefeller III berief unter der Schirmherrschaft der Nationalen Akademie der Wissenschaften angesehene Wissenschaftler nach Williamsburg, Virginia, ein, um mit der Suche nach einem besseren Verständnis der demografischen Entwicklung zu beginnen. Kurz darauf, im Jahr 1952, gründete er den Population Council als unabhängige, gemeinnützige Organisation. Er war der erste Präsident des Council. Rockefeller wurde 1957 nicht-exekutiver Vorsitzender des Vorstands und blieb bis zu seinem Tod bei einem Autounfall im Jahr 1978 im Amt.

## Präsidenten des Population Councils
- John D. Rockefeller III (1952–1957)
- Frederick Osborn (1957–1959)
- Frank Notestein (1959–1968)
- Bernard Berelson (1968–1974)
- George Zeidenstein (1977–1992)
- Margaret Catley-Carlson (1993–1999)
- Linda Martin (2000–2004)
- Peter J. Donaldson (2005–2015)
- Julia Bunting (seit 2015)

## HIV-Prävention
Der Population Council bietet weltweit Programme an, die sich mit der Prävention und Behandlung des HI-Virus befassen. Diese Programme helfen dabei, neue Technologien zu entwickeln und sie an marginalisierte Bevölkerungsgruppen zu verteilen, und klären die Menschen in Workshops und durch Mentorenprogramme über HIV auf. Ein Beispiel dafür ist das Projekt Empowering Girls and Young Women at High Risk of HIV Infection: A Capacity Strengthening Project" ist ein Projekt mit Standorten in 15 verschiedenen afrikanischen Ländern, das sich an Mädchen und junge Frauen richtet, die das höchste Risiko einer HIV-Übertragung haben, und ihnen Ressourcen zur Vorbeugung gegen das Virus zur Verfügung stellt.
Der Rat führt laufend Forschungsarbeiten durch, um Hochrisikogruppen und die kosteneffektivsten Wege zu finden, ihnen die fehlende Behandlung zukommen zu lassen. Der Rat beteiligt sich an einem Projekt namens Link Up in Bangladesch, Burundi, Äthiopien, Myanmar und Uganda, das sich auf junge Menschen im Alter von 10 bis 24 Jahren konzentriert, die einen großen Teil der HIV-Infektionen ausmachen. Die Forschung und die Beteiligung des Rates an diesem Projekt haben dazu beigetragen, wirksamere Strategien zur Verbesserung der sexuellen und reproduktiven Gesundheit dieser Bevölkerungsgruppen umzusetzen.

## Demographische Daten
Die vom Population Council durchgeführten Forschungsarbeiten und die darauf basierenden Veröffentlichungen tragen zu den Daten bei, die Demographen und Gesundheitsbehörden benötigen, um die öffentliche Gesundheit zu fördern. So war der Population Council beispielsweise eine der ersten Organisationen, die Statistiken über HIV in Afrika erstellte. Der Rat führte auch die erste Studie in Indien durch, um das HIV-Risiko für injizierende Drogenkonsumenten zu bewerten.